# Pertti Ukkola
Pertti Ukkola   (Sodankylä, 10 d'agost de 1950) és un ex-lluitador finlandès, especialista en lluita grecoromana, que va competir durant les dècades de 1970 i 1980.
Durant la seva carrera esportiva va disputar tres edicions dels Jocs Olímpics. El 1972 i 1980 sense sort, mentre el 1976, a Mont-real, guanyà la medalla d'or en la prova del pes gall del programa de lluita grecoromana. En el seu palmarès també destaquen una medalla d'or i dues de bronze al Campionat del món de lluita, una d'or al Campionat d'Europa de lluita, quatre campionats nòrdics i nou de Finlàndia.